# Judo-Juniorenweltmeisterschaften 2022
Die Judo-Juniorenweltmeisterschaften 2022 wurden vom 10. bis 13. August 2022 in Guayaquil, Ecuador, abgehalten. Es nahmen 373 Judoka aus 63 Nationen teil. Am 14. August wurde ein gemischter Mannschaftswettkampf abgehalten.

## Ergebnisse

### Frauen
| Gewichtsklasse     | Gold                | Silber                     | Bronze                   |
| ------------------ | ------------------- | -------------------------- | ------------------------ |
| - 48 kg            | Hikari Yoshioka     | Assunta Scutto             | Merve Azak               |
| - 48 kg            | Hikari Yoshioka     | Assunta Scutto             | Gemma Maria Gomez Antona |
| - 52 kg            | Giulia Carnà        | Chloe Devictor             | Binta Ndiaye             |
| - 52 kg            | Giulia Carnà        | Chloe Devictor             | Marina Castello Diez     |
| - 57 kg            | Ozlem Yildiz        | Akari Omori                | Veronica Toniolo         |
| - 57 kg            | Ozlem Yildiz        | Akari Omori                | Rin Eguchi               |
| - 63 kg            | Joanne van Lieshout | Kaillany Rodrigues Cardoso | Melkia Auchecorne        |
| - 63 kg            | Joanne van Lieshout | Kaillany Rodrigues Cardoso | Agnese Zucco             |
| - 70 kg            | Ai Tsunoda          | Fidan Ögel                 | Samira Bock              |
| - 70 kg            | Ai Tsunoda          | Fidan Ögel                 | Idelannis Gomez Feria    |
| - 78 kg            | Aki Kuroda          | Beatriz Freitas            | Beatriz Freitas          |
| - 78 kg            | Aki Kuroda          | Beatriz Freitas            | Lieke Derks              |
| + 78 kg            | Mao Arai            | Hilal Ozturk               | Miki Mukunoki            |
| + 78 kg            | Mao Arai            | Hilal Ozturk               | Erica Simonetti          |
| Quelle: Judoinside |                     |                            |                          |

### Männer
| Gewichtsklasse     | Gold                    | Silber               | Bronze                 |
| ------------------ | ----------------------- | -------------------- | ---------------------- |
| - 60 kg            | Taiki Nakamura          | Giorgi Sardalashvili | Romain Valadier-Picard |
| - 60 kg            | Taiki Nakamura          | Giorgi Sardalashvili | Tornike Maziashvili    |
| - 66 kg            | Nurali Emomali          | Azizbek Ortikov      | Kimy Bravo Blanco      |
| - 66 kg            | Nurali Emomali          | Azizbek Ortikov      | Muhammed Demirel       |
| - 73 kg            | Ryuga Tanaka            | Giorgi Teraschwil    | Jack Yonezuka          |
| - 73 kg            | Ryuga Tanaka            | Giorgi Teraschwil    | Marcin Kowalski        |
| - 81 kg            | Mihail Latișev          | Arnaud Aregba        | Adam Kopecky           |
| - 81 kg            | Mihail Latișev          | Arnaud Aregba        | Eljan Hajiyev          |
| - 90 kg            | Jakhongir Mamatrakhimov | Peter Safrany        | Aleksa Mitrovic        |
| - 90 kg            | Jakhongir Mamatrakhimov | Peter Safrany        | Alex Creț              |
| - 100 kg           | Kenny Liveze            | Tomohiro Nakano      | Kilian Kappelmeier     |
| - 100 kg           | Kenny Liveze            | Tomohiro Nakano      | Benjamin Mataseje      |
| + 100 kg           | Yuta Nakamura           | Cruz Leon Omar       | Islombek Ravshankulov  |
| + 100 kg           | Yuta Nakamura           | Cruz Leon Omar       | Shalva Gureshidze      |
| Quelle: Judoinside |                         |                      |                        |

### Mannschaftswettkampf (Mixed)
| Platz       | Mannschaft  |
| ----------- | ----------- |
| 1.          | Japan       |
| 2.          | Türkei      |
| 3.          | Deutschland |
| 3.          | Frankreich  |
| 5.          | Brasilien   |
| 5.          | Georgien    |
| Quelle: IJF |             |